# 3. deild karla
La 3. deild karla es la cuarta división de fútbol de Islandia.

## Historia
Fue fundada en 1982 con el nombre 4. deild karla como la liga de fútbol más baja de Islandia hasta que en 1997 pasó a ser la liga actual. En sus primeros años no había una cantidad de equipos participantes definido al ser la última división nacional, los cuales tenían que cumplir con ciertas condiciones para jugar en la liga.
En sus primeras 31 temporadas se jugó de diversas maneras, como la más reciente que consistío en que los equipos jugabana una fase de grupos para definir a ocho clasificados a la fase final para definir a los dos equipos ascendidos.
En 2013 se hizo una reforma al sistema de ligas nacional de Islandia, fijando una cantidad de equipos participantes que pasó a ser de 12 en 2019, jugando bajo un sistema de todos contra todos para completar 22 partidos, en la que los dos primeros lugares de la liga logran el ascenso a la 2. deild karla y los cuatro peores descienden a la 4. deild karla.

## Equipos 2022
| Club                | Ciudad                     | Estadio            |
| ------------------- | -------------------------- | ------------------ |
| Augnablik Kópavogur | Kópavogur                  | Fagrilundur        |
| Dalvík/Reynir       | Dalvík                     | Dalvíkurvöllur     |
| Elliði Reykjavík    | Reykjavík                  | Würth völlurinn    |
| ÍH Hafnarfjörður    | Hafnarfjörður              | Skessan            |
| Kári Akranes        | Akranes                    | Akraneshöllin      |
| KH Reykjavík        | Reykjavík (Hlíðar)         | Valsvöllur         |
| KFF Fjarðabyggðar   | Fjallabyggð (Ólafsfjörður) | Ólafsfjarðarvöllur |
| KFG Garðabær        | Garðabær                   | Samsung völlurinn  |
| KFS Vestmannaeyja   | Vestmannaeyjar             | Týsvöllur          |
| Kormákur/Hvöt       | Blönduós                   | Blönduósvöllur     |
| UMF Sindri Höfn     | Höfn                       | Sindravellir       |
| Víðir Garði         | Garður                     | Nesfisk-völlurinn  |

## Ediciones Anteriores
Ascendidos en verde
| Año   | Campeón          | Subcampeón       | Tercer Lugar    | Cuarto Lugar        |
| ----- | ---------------- | ---------------- | --------------- | ------------------- |
| 1997  | KS               | Tindastóll       | Afturelding     | Ernir Í.            |
| 1998  | Sindri           | Léttir           | Hvöt            | Leiknir F.          |
| 1999  | Afturelding      | KÍB              | Njarðvík        | Huginn/Höttur       |
| 2000  | Haukar           | Nökkvi           | Þróttur N.      | Fjölnir             |
| 2001  | HK               | Völsungur        | Njarðvík1       | KFS                 |
| 2002  | KFS              | Fjölnir          | Fjarðabyggð     | Leiknir F.          |
| 2003  | Vikingur Ó.      | Leiknir R.       | Númi            | Höttur              |
| 2004  | Huginn           | Fjarðabyggð      | Skallagrímur    | Reynir S.           |
| 2005  | Reynir S.        | Sindri           | Grótta          | Leiknir F.          |
| 2006  | Höttur           | Magni            | ÍH2             | Kári                |
| 20073 | Grótta           | Hamar            | Hvöt            | Víðir               |
| 2008  | Hamrarnir/Vinir4 | BÍ/Bolungarvík   | KV              | Skallagrímur        |
| 2009  | Völsungur        | KV               | Hvíti riddarinn | Ýmir                |
| 2010  | Tindastóll       | Dalvík/Reynir    | Árborg5         | KB                  |
| 2011  | KV               | KFR              | KB              | Magni               |
| 20126 | Sindri           | Ægir             | Leiknir F.      | Magni               |
| 2013  | Fjarðabyggð      | Huginn           | KFR             | Víðir               |
| 2014  | Höttur           | Leiknir F.       | Berserkir       | Víðir               |
| 2015  | Magni            | Völsungur        | Reynir S.       | Einherji            |
| 2016  | Tindastóll       | Víðir            | Einherji        | Kári                |
| 2017  | Kári             | Þróttur V.       | KFG             | Vængir Júpiters     |
| 2018  | Dalvík/Reynir    | KFG              | KF              | Vængir Júpiters     |
| 2019  | Kórdrengir       | KF               | KV              | Vængir Júpiters     |
| 2020  | KF               | Reynir Sandgerði | KGF             | Augnablik Kópavogur |
| 2021  | Höttur/Huginn    | Ægir Þorlákshöfn | KFG             | UMF Sindri Höfn     |

1 - Njarðvík ascendío por la fusión de los equipos de la 1. deild Leiftur  Dalvík.

2 - ÍH ascendío por la expansión de los equipos de la 1. deild karla a 12 equipos.

3 - Tindastóll también ascendío por la expansión de equipos de la Úrvalsdeild Karla y la 2. deild karla a 12 equipos.

4 - El ascendido Hamrarnir/Vinir se fusionó con el descendido ÍH para formar al ÍH/HV

5 - Árborg ascendío como Tindastóll fusionado con el equipo de la 2. deild karla Hvöt, creando a un nuevo equipo llamado Tindastóll/Hvöt, militante de la 2. deild karla.

6 - Los equipos que terminaron entre los lugares 3 y 10 (Leiknir F, Magni, Huginn, Kári, ÍH, Víðir, Augnablik y Grundarfjörður) fueron los únicos sobrevivientes para la temporada 2013, una liga de 10 equipos que incluyó al Fjarðabyggð y KFR que descendieron de la 2. deild karla. El resto pasó a jugar en la nueva última división creada en 2013.